# Claude Penz
 (janvier 2016).
Si vous disposez d'ouvrages ou d'articles de référence ou si vous connaissez des sites web de qualité traitant du thème abordé ici, merci de compléter l'article en donnant les références utiles à sa vérifiabilité et en les liant à la section « Notes et références ».
Pour les articles homonymes, voir Penz.
Claude Penz, né le 23 juillet 1924 à Gaillard et mort le 6 mars 2006 à Sallanches, est un skieur alpin français.
Il est le père de Alain Penz et le beau-père de Florence Steurer.

## Palmarès

### Arlberg-Kandahar
- Vainqueur du slalom 1947 à Mürren.

### Championnats de France
- Champion de France de Slalom en 1948 et 1949